# Isognathus leachi
Isognathus leachi är en fjärilsart som beskrevs av William Swainson 1823. Isognathus leachi ingår i släktet Isognathus och familjen svärmare. Inga underarter finns listade i Catalogue of Life.